# Фучжоу
Фучжо́у (кит.: 福州) — місто окружного рівня, адміністративний центр та найбільший населений пункт китайської провінції Фуцзянь. У 2003 його ВВП становив 31582 юанів (приблизно 3800 дол. США) на душу населення, 21-й показник серед 659 китайських міст.

## Клімат
Місто знаходиться у зоні, котра характеризується вологим субтропічним кліматом. Найтепліший місяць — липень із середньою температурою 29.4 °C (85 °F). Найхолодніший місяць — січень, із середньою температурою 11.7 °С (53 °F).
| Клімат Фучжоу           | Клімат Фучжоу | Клімат Фучжоу | Клімат Фучжоу | Клімат Фучжоу | Клімат Фучжоу | Клімат Фучжоу | Клімат Фучжоу | Клімат Фучжоу | Клімат Фучжоу | Клімат Фучжоу | Клімат Фучжоу | Клімат Фучжоу | Клімат Фучжоу |
| Показник                | Січ.          | Лют.          | Бер.          | Квіт.         | Трав.         | Черв.         | Лип.          | Серп.         | Вер.          | Жовт.         | Лист.         | Груд.         | Рік           |
| Абсолютний максимум, °C | 27            | 28            | 31            | 35            | 35            | 37            | 39            | 38            | 38            | 35            | 30            | 30            | 39            |
| Середній максимум, °C   | 14            | 14            | 17            | 22            | 25            | 29            | 33            | 32            | 29            | 25            | 21            | 16            | 23            |
| Середня температура, °C | 11            | 11            | 13            | 18            | 22            | 26            | 29            | 29            | 26            | 22            | 17            | 13            | 20            |
| Середній мінімум, °C    | 8             | 8             | 10            | 15            | 19            | 22            | 25            | 25            | 23            | 19            | 15            | 10            | 17            |
| Абсолютний мінімум, °C  | 0             | 0             | 2             | 6             | 11            | 13            | 17            | 16            | 16            | 10            | 3             | 1             | 0             |
| Норма опадів, мм        | 40            | 80            | 110           | 130           | 170           | 210           | 130           | 170           | 160           | 40            | 40            | 30            | 1380          |
| ----------------------- | ------------- | ------------- | ------------- | ------------- | ------------- | ------------- | ------------- | ------------- | ------------- | ------------- | ------------- | ------------- | ------------- |
| Джерело: Weatherbase    |               |               |               |               |               |               |               |               |               |               |               |               |               |

## Адміністративний устрій
До складу префектури входять 6 міських районів, 1 місто і 6 повітів.
| Карта | Карта    | Карта    | Карта            |
| --- | -------- | -------- | ---------------- |
| Міньцін Юнтай Міньхоу Фуцін Лоюань ① ② ③ ④ Ляньцзян ⑤ Чанле Пінтань ① Цзіньань ② Гулоу ③ Тайцзян ④ Цаншань ⑤ Мавей |          |          |                  |
| Статус | Назва    | Оригінал | Населення (2020) |
| Міський район | Гулоу    | 鼓楼区   | 669 090          |
| Міський район | Мавей    | 马尾区   | 290 554          |
| Міський район | Тайцзян  | 台江区   | 411 819          |
| Міський район | Цаншань  | 仓山区   | 1 142 991        |
| Міський район | Цзіньань | 晋安区   | 789 775          |
| Міський район | Чанле    | 长乐区   | 790 262          |
| Місто | Фуцін    | 福清市   | 1 390 487        |
| Повіт | Лоюань   | 罗源县   | 255 214          |
| Повіт | Ляньцзян | 连江县   | 639 498          |
| Повіт | Міньхоу  | 闽侯县   | 988 200          |
| Повіт | Міньцін  | 闽清县   | 256 181          |
| Повіт | Пінтань  | 平潭县   | 385 981          |
| Повіт | Юнтай    | 永泰县   | 281 216          |

## Історія міста
Точна дата заснування цього міста невідома. Коли царство Юе на півночі Фуцзяня було захоплене військами Чу у 306 році до н. е., королівське сімейство переможеної держави Юе втекло з Фуцзяні і заснувало плем'я Міньюе.
Перший міський мур Фучжоу був побудований у 202 році до н. е. Місто розвивалося дуже динамічно, було збудовано багаточисенні канали. Незабаром після падіння династії Цзінь, у 308 році у Фучжоу прибула перша хвиля іммігрантів. У епоху Тан (з 725) місто отримало свою сучасну назву.
Храм Хуалінь давнього міста Є, який був оголошений національним спадком Китаю, згідно з документами був побудований у 964, однак радіовуглецевий аналіз показав, що споруда датується 4 или 5-м століттям н. е.
Між 1405 та 1433 мінський флот під командуванням Чжен Хе плавав від Фучжоу до Індійського океану сім разів. Перед останнім плаванням Чжен Хе встановив біля морського порту стелу, присвячену богині Тяньфей.
У місті є музеї та зоопарк Фучжоу.

## Транспорт
З травня 2016 року в місті працює метрополітен.

## Міста-побратими
- Такома, США
- Нагасакі, Японія
- Кунсан, Південна Корея
- Джордж